# Collegio di Farnham and Bordon
Farnham and Bordon è un collegio elettorale situato nell'Hampshire e Surrey, nel Sud Est dell'Inghilterra, e rappresentato alla Camera dei Comuni del Parlamento del Regno Unito. Elegge un membro del Parlamento con il sistema first-past-the-post, ossia maggioritario a turno unico; l'attuale parlamentare è Greg Stafford del Partito Conservatore, che rappresenta il collegio dal 2024.

## Estensione
Il collegio è costituito dai seguenti ward:
- nel distretto di East Hampshire: Bramshott and Liphook, Grayshott, Headley, Lindford, Whitehill Chase, Whitehill Hogmoor and Greatham e Whitehill Pinewood;
- nel distretto di Waverley: Farnham Bourne, Farnham Castle, Farnham Firgrove, Farnham Heath End, Farnham Moor Park, Farnham North West, Farnham Rowledge, Farnham Weybourne, Haslemere East, Haslemere West, Hindhead and Beacon Hill e Western Commons (ad eccezione della parrocchia di Thursley).[1]

Il collegio comprende le seguenti aree:
- Farnham, Hindhead, Beacon Hill e Haslemere, che si trovano nel distretto di Waverley e in precedenza si trovavano nel collegio di South West Surrey;
- Bordon, Bramshott and Liphook, Grayshott, Headley, Lindford e Whitehill che si trovano nel distretto di East Hampshire e provengono dal collegio di East Hampshire.[2]

## Membri del parlamento
| Elezione | Elezione | Deputato      | Partito      |
| -------- | -------- | ------------- | ------------ |
|          | 2024     | Greg Stafford | Conservatore |

## Risultati elettorali

### Elezioni negli anni 2020
| Partito                    | Partito                                         | Candidato                  | Risultati 4 luglio 2024 | Risultati 4 luglio 2024 |
| Partito                    | Partito                                         | Candidato                  | Voti                    | %                       |
| -------------------------- | ----------------------------------------------- | -------------------------- | ----------------------- | ----------------------- |
|                            | Conservatore                                    | Greg Stafford              | 18 951                  | 35,75                   |
|                            | Lib Dem                                         | Khalil Yousuf              | 17 602                  | 33,20                   |
|                            | Laburista                                       | Alex Just                  | 7 328                   | 13,82                   |
|                            | Reform UK                                       | Ged Hall                   | 6 217                   | 11,73                   |
|                            | Verde                                           | Claire Matthes             | 2 496                   | 4,71                    |
|                            | Hampshire Independents                          | Don Jerrard                | 421                     | 0,79                    |
|                            |                                                 |                            |                         |                         |
| Iscritti                   | Iscritti                                        | Iscritti                   | 75 918                  | 100,00                  |
| ↳ Votanti (% su iscritti)  | ↳ Votanti (% su iscritti)                       | ↳ Votanti (% su iscritti)  | 53 015                  | 69,83                   |
| ↳ Astenuti (% su iscritti) | ↳ Astenuti (% su iscritti)                      | ↳ Astenuti (% su iscritti) | 22 903                  | 30,17                   |
|                            |                                                 |                            |                         |                         |
|                            | Esito: collegio a Conservatore (nuovo collegio) |                            |                         |                         |